# Algirdas Brazauskas
Algirdas Mikolaujus Brazauskas (født 22. september 1932, død 26. juni 2010) var en litauisk politiker. Han var Litauens præsident i perioden 1993–1998, og premierminister fra 2001 til 2006.
Han blev stemt ind i Litauens Øverste Råd i 1990 fra Kaisiadorys valgdistrikt. Han var formand i Litauens demokratiske arbejderparti (LDDP) fra 9. december 1990. Før dette var han leder af parlamentets venstrefraktion.
Han gik ud af grundskolen i 1951. I 1956 blev han uddannet ingeniør i hydroteknisk bygning fra Kaunas polytekniske institut.